# Alghero
Alghero (italijansko: [alˈɡɛːro]; [L'Alguer] Napaka: {{Jezik}}: neveljaven parameter: |label= (pomoč) [lalˈɣe]; S'Alighèra [saliˈɣɛɾa]; L'Aliera [laˈljɛːɾa]) je mesto s približno 45.000 prebivalci v italijanski pokrajini Sassari na severozahodu otoka Sardinija, ob Sredozemskem morju. Ime mesta izvira iz Aleguerium, ki je srednjeveška latinska beseda, ki pomeni 'stagnacijo alg' (Morska pozejdonovka (Posidonia oceanica)).
Prebivalstvo je znano po tem, da je obdržalo jezik vladarjev Aragonske krone od konca srednjega veka, ko je bila Sardinija del Aragonske krone; zato je algherese (katalonsko narečje, ki se tam govori) uradno priznano kot manjšinski jezik.
Alghero je tretje univerzitetno središče na otoku, takoj za Cagliarijem in Sassarijem. Tu je sedež oddelka za arhitekturo in oblikovanje Università degli Studi di Sassari.

## Zgodovina
Območje današnjega Alghera je bilo poseljeno že v prazgodovini. Kultura Ozieri je bila tu prisotna v 4. tisočletju pr. n. št. (nekropola Anghelu Ruju), medtem ko se je civilizacija Nuragov naselila na tem območju okoli leta 1500 pr. n. št.
Feničani so prispeli v 8. stoletju pr. n. št. in kovinsko predelovalno mesto Sant'Imbenia – na območju poznejšega Alghera – z mešanim feničanskim in nuraškim prebivalstvom se je ukvarjalo s trgovino z Etruščani na italijanski celini.
Zaradi svojega strateškega položaja ob Sredozemskem morju se je Alghero do leta 1102 razvil v utrjeno pristaniško mesto, ki ga je zgradila genovska družina Doria. Genovska republika je stoletja vladala Algheru, razen kratkega obdobja pod vladavino Pise med letoma 1283 in 1284. Prebivalstvo Alghera se je kasneje povečalo zaradi prihoda katalonskih kolonistov. V začetku 16. stoletja je Alghero dobil papeško priznanje kot škofija in status kraljevega mesta (ciutat de l'Alguer) ter se gospodarsko razvil.
Zgodovinsko gledano je bilo mesto ustanovljeno v zgodnjem dvanajstem stoletju med letoma 1102 in 1112, ko je bilo genovski plemiški družini Doria dovoljeno zgraditi prvo zgodovinsko jedro v praznem delu obale župnije Nulauro v sodišču Torres (Sassari). . Dve stoletji je ostal v orbiti pomorskih republik, predvsem Genovežanov, razen od 1283 do 1284, ko so ga Pisanci lahko nadzorovali eno leto. Verjetno je, da je mesto v tem času, glede na njegovo komercialno in večetnično naravo, delilo jezik, podoben nastajajočemu sasarskemu.
naselje je s silo osvojila aragonska krona po naročilu aragonskega kralja Petra III. (vladal 1336–1387), ki je kasneje aktivno spodbujal kolonizacijo mesta in okolice ter sem pošiljal številne družine iz različnih grofij in provinc tedanje Aragonske krone, vključno z Valencijo, Majorko, Katalonijo in Aragonijo. Tem so bili podeljeni vabljivi privilegiji in so dejansko nadomestili prvotno prebivalstvo, od katerega so bili nekateri poslani na Iberski polotok in Majorko kot sužnji. Narečja, ki so jih govorile te družine v Algheru, so bila vsa zelo podobna in so izhajala iz iste jezikovne družine. Sčasoma se je ustalila v svoji sedanji obliki katalonščine, kljub kasnejšemu zatonu Aragonske krone.
Aragoncem so sledili španski Habsburžani, ki so vladali do leta 1702 in nadaljevali s širitvijo mesta.
Leta 1720 je bil Alghero skupaj s preostalo Sardinijo predan Savojcem s sedežem v Piemontu, s prihodom katere se je začela politika italijanizacije. Leta 1821 je lakota povzročila upor prebivalstva, ki je bil krvavo zatrt. Konec istega stoletja je bil Alghero demilitariziran.
V fašistični dobi je bil del okoliških močvirij osušen in ustanovljeni predmestji Fertilia in S.M. La Palma. Med drugo svetovno vojno (1943) je bil Alghero bombardiran, njegovo zgodovinsko središče pa je utrpelo veliko škodo. Prisotnost malarije na podeželju je bila dokončno premagana v 1950-ih. Od takrat je Alghero postal priljubljena turistična destinacija.

## Geografija
Alghero ležina severozahodni obali Sardinije, ob zalivu, ki je dobil ime po mestu. Na severu urbanega območja je nižina Nurra; na severozahodu pa kraški sistemi Capo Caccia, Punta Giglio in Monte Doglia. Jug gradijo predvsem gore in planote Villanova Monteleone in Bosa.

### Podnebje
Podnebje v Algheru je blago zaradi prisotnosti morja, ki zniža temperature zlasti poleti. Poletja so topla, tako kot v večini predelov Sredozemlja. Tudi zime so mile, saj termometri le nekaj dni na leto kažejo negativne temperature Celzija.

## Jezik in kultura
V Alghero se govori različna katalonščina, uvedena, ko so se v mesto naselili Katalonci. Katalonščino je kot uradni jezik otoka v 17. stoletju zamenjala španščina, nato italijanščina. Najnovejša lingvistična raziskava je pokazala, da ima 24,1 % ljudi alghereško katalonščino kot materni jezik, ki ga običajno govori 18,5 % in se ga uči otroke 8 % prebivalstva, medtem ko jih 88,2 % nekoliko razume jezik. Od leta 1997 je katalonščina uradno priznana, nacionalni in regionalni zakoni pa ji podeljujejo pravico do uporabe v mestu. Trenutno je prišlo do preporoda umetnosti v katalonščini Algherese, s pevci, kot je Franca Masu, ki izvajajo izvirne skladbe v tem jeziku.
Po ruralnem eksodusu iz okoliških vasi proti mestu velik del prebivalstva poleg italijanščine in katalonščine govori ali nekoliko obvlada sardinščino. Zgodovinsko gledano je bilo širjenje katalonščine omejeno na mesto in del obale, saj je bilo okoliško podeželje že od nekdaj poseljeno s sardinsko govorečimi ljudmi.
Poleg tega starodavni del Alghera kaže številne značilnosti katalonske srednjeveške arhitekture. Algueresos (prebivalci Alghera) svoje mesto običajno imenujejo Barceloneta – 'mala Barcelona' – zaradi svojega porekla in bratstva s katalonsko prestolnico. To katalonsko prebivalstvo je bilo predmet knjige Eduarda Toda y Güella iz leta 1888: Un poble català d'Italia: l'Alguer, ki je ponovno vzpostavila povezavo med Katalonijo in Algherom. Kuhinja je mešanica katalonske kuhinje in sardinske kuhinje.

## Glavne znamenitosti
Številne zgodovinske prevlade, ki so se zgodile v Algheru, so ustvarile bogato paleto spomenikov, stavb in znamenitosti. Od neolitika, iz katerega so ostale številne naselbine, pa vse do danes je Alghero v zadnjih desetletjih postal turistična točka ne le zaradi obale in naravnih lepot, ampak tudi zaradi dokaj dobro ohranjene dediščine.

### Arheološka najdišča
Več arheoloških najdišč izven mestnega območja: nekropola Anghelu Ruju, hrib Santu Pedru, Villa Romana Santa Imbenia ali celo Purissima. Veliko nuragov na nekaterih drugih točkah, kot je Palmavera, je prav tako dobro ohranjenih in odprtih za obiskovalce.

## Obzidje
Prvi sistem obzidij sega v 13. stoletje in je bil uvožen iz sistema Genove Leta 1354 so mesto zasedli Katalonci, ki so obnovili in razširili obrambni sistem, ki je bil takrat v slabem stanju. Nekatere značilnosti starega obzidja so bile spoštovane, vendar jih je Ferdinand Katoliški, ki je želel mestu zagotoviti večjo zaščito, večino zgradil v 16. stoletju. Ob obzidju je sedem stolpov in tri utrdbe.

### Sakralna arhitektura
- Stolnica v Algheru (Cattedrale di Santa Maria Immacolata di Alghero) je sedež rimskokatoliške škofije Alghero-Bosa (sprva škofija Alghero). Gradnja se je začela leta 1570, in čeprav je bila odprta leta 1593, je bila dokončana in posvečena šele leta 1730. Prvotna cerkev je bila v katalonsko-gotskem slogu, kar je razvidno iz petih kapelic kora, ki vključujejo tudi vznožje zvonika. Glavna in obe stranski ladji sta poznorenesančni. V 20. stoletju so fasadi dodali neoklasicističen narteks, ki je korenito spremenil njeno podobo.
- Cerkev sv. Frančiška (1360, prezidana konec 16. stoletja). Izvirne katalonsko-gotske dele je mogoče videti na glavnem oltarju, kapelah in kapeli San Sacramento. Zvonik je iz prve polovice 16. stoletja.
- Cerkev svetega Mihaela
- Madonna del Santo Rosario

### Drugo
- Torre del Portal, zgrajen na stroške judovske skupnosti v Algheru leta 1360, in stolp dell'Esperò Reial (16. stoletje).
- Palazzo D'Albis (16. stoletje), značilen primer aragonske arhitekture 16. stoletja. Oktobra 1541 je v njej bival cesar Karel V.
- Neptunova jama, velika jama, odkrita v 19. stoletju.
- Palazzo Carcassona
- Korale iz Alghera so med najboljšimi v Sredozemlju in slovijo po količini, kakovosti, stiskanju in rubinasto rdeči barvi. Pravzaprav je ta korala eden najpomembnejših gospodarskih vidikov ozemlja, zaradi česar je ta del obale dobil ime Riviera del Corallo. Grb in zastava Alghera vključujeta vejico dragocene rdeče korale na skalnem temelju.

- Alghero Lungomare
- Pogled na morje z Muralle
- Kupola sv. Mihaela
- Pogled s stolpa Porta Terra

### Naravni parki
- Morski rezervat Capo Caccia Isola Piana (Area naturale marina protetta Capo Caccia Isola Piana)
- Krajinski park Porto Conte (Parco regionale di Porto Conte)

## V literaturi
V 1930-ih je švedska pisateljica Amelie Posse Brazdova napisala knjigo z naslovom Sardinia Side Show, kjer je povedala celotno zgodbo o dveh letih, ki jih je med prvo svetovno vojno preživela 'internirana' v starem mestu Alghera.